# Test M Boxa
Test M Boxa (ang. Box’s M test) – test statystyczny służący do porównywania dwóch lub większej liczby macierzy kowariancji opisujących niezależne populacje. Wykorzystywany jest w niektórych procedurach statystyki wielowymiarowej, np. przed wykonaniem testu T-kwadrat Hotellinga dla prób niezależnych lub w procedurze MANOVA po to, aby sprawdzić, czy spełnione są założenia przyjmowane w tych testach.
Nazwa testu pochodzi od nazwiska jego twórcy, czyli brytyjskiego statystyka George’a Boxa.